# Heidrek
Heidrek of Heiðrekr is een van de hoofdrolspelers in de Noordse saga van het magische zwaard Tyrfing. Hij komt ten tonele in de Hervarar saga en  waarschijnlijk ook in de Widsith, lijn 115, als Heathoric samen met zijn zoons Angantyr en Hlod, en zijn vrouw Sifka.

## Jeugd
Heidrek was de zoon van koning Höfund en zijn vrouw Hervor, een schildmaagd. Zoals zijn moeder in haar jeugd, was hij slechtgehumeurd en agressief. Om dit te verbeteren werd hij opgevoed door de wijze Gizurd, maar het veranderde zijn karakter niet. Op een dag, toen zijn ouders een banket hielden kwam Heidrek laat en ongevraagd aan. Hij kreeg ruzie, en dit eindigde in doodslag. Zijn vader, koning Höfund, verbande Heidrek uit zijn rijk, hoewel Hervor alles deed om de gevoelens van Höfund milder te stemmen.

## Het advies van Höfund
Voor het vertrek van Heidrek gaf zijn vader hem toch enkele adviezen mee:
Help nooit een man die zijn meester heeft bedrogen.
Vergeef nooit iemand die zijn vriend heeft vermoord
Laat je vrouw nooit regelmatig haar familie bezoeken, zelfs als ze daarom smeekt.
Vertel je geliefde nooit je gedachten
Als je gehaast bent, berijdt dan nooit je beste paard.
Straf nooit de zoon van een meerdere.
Verbreek nooit de belofte van vrede.
Neem nooit veel slaven mee op reis
Heidrek besliste direct om de adviezen van zijn vader nooit te volgen.

## Het vertrek
Bij het vertrek gaf Hervor in het geheim haar zoon het zwaard Tyrfing mee, en zijn broer Angantyr hield hem een eind gezelschap op zijn reis. Na een tijdje vroeg Angantyr of hij het zwaard eens mocht zien. Heidrek stemde hierin toe, maar door de vloek van het dwergenzwaard werd Angantyr gedood.

## Avonturen
Op een keer, toen Heidrek een patrouille een gevangene zag wegbrengen naar zijn executie omdat hij zijn meester had vermoord, herinnerde Heidrek het advies van zijn vader en kocht de gevangene. Verder op zijn reis kwam hij een patrouille tegen die een man wegbracht die zijn vriend had gedood. Net zoals eerder kocht Heidrek de man om zo tegen zijn vader in te gaan.
Al snel kwam Heidrek aan in Reidgotaland en kwam in dienst van de Gotische koning Harald en vernietigde twee opstandige jarls. Dit leverde hem de helft van het Gotische koninkrijk op en de hand van prinses Helga. Heidrek en Helga kregen een zoon die Angantyr genoemd werd, naar de broer en grootvader van Heidrek. Op hetzelfde ogenblik kreeg de oude koning Harald ook een zoon, die Halfdan genoemd werd.
Ongelukkig genoeg werd Reidgotaland getroffen door een slechte oogst. De priesters oordeelden dat de meest adellijke zoon van het rijk moest geofferd worden aan Odin om een goede oogst te brengen. Direct startte er in het rijk een discussie wie van de twee prinsen het meest adellijk was en legden dit dan ook voor aan koning Höfund van Glæsisvellir. Hij besliste dat Angantyr (zijn eigen kleinzoon) de meest adellijke was. Höfund vertelde Heidrik dat hij als vergoeding voor het offeren van zijn zoon de helft van het Gotische leger moest vragen. Hierin stemde koning Harald toe.
Toen Höfund echter een Ding samenriep om Angantyr te offeren, weigerde Heidrek en zei dat Odin blij zou zijn als hij in plaats van Angantyr koning Harald en zijn zoon Halfdan zou krijgen. Hierop pleegde Heidrek een staatsgreep met zijn helft van het Gotische leger en doodde koning Harald en zijn zoon met Tyrfing. Toen zijn vrouw Helga hiervan hoorde pleegde ze zelfmoord door zichzelf op te hangen.

## Koning van de Goten
Heidrek gebruikte zijn leger om het Gotische rijk te onderwerpen en regeerde met ijzeren hand. Hij versloeg koning Humli, koning van de Hunnen, en nam zijn dochter Sifka gevangen en verkrachtte haar. Ze werd zwanger, en toen ze teruggestuurd werd naar haar vader kreeg ze een zoon genaamd Hlod.
Heidrek huwde Olof, de dochter van Åke, de koning van de Saksen. Ze vroeg regelmatig om naar huis te mogen om haar familie te bezoeken. Aangezien Heidrek graag tegen het advies van zijn vader inging stemde hij hiermee in. Dit zou een slechte strategie blijken, want op een dag, toen hij op weg was om zijn vrouw te bezoeken bij haar vader vond hij haar in de armen van een blonde slaaf; waarop hij direct eiste om van haar gescheiden te worden.
In plaats van Olof trouwde hij een Fins meisje, Sifka, net als de Hunse prinses. Op een dag bezochten ze koning Rollaug van Gardariki. In tegenspraak met het vierde advies van zijn vader vertelde hij har een geheim en vroeg haar dit nooit of te nimmer door te vertellen. Het geheim was dat hij ooit per ongeluk de zoon van koning Rollaug had gedood tijdens het jagen.
Natuurlijk liep Sifka direct naar koning Rollaug om hem het geheim te vertellen. Deze nam Heidrek direct gevangen en doodde zijn volledige gevolg. De twee mannen die Heidrek vastbonden waren niemand anders dan de twee die hij eerder gered had van de galg. 
Toen koning Rolaugh op het punt stond om Heidrek levend te verbranden kwam iemand te weten dat de prins nog in leven was en dat Heidrek dus onschuldig was. Rollaug verontschuldigde zich en om de verliezen van Heidrek te vergoeden gaf hij hem de hand van zijn dochter Hergerd.
Heidrek en Hergerd hadden een dochter die Hervor, de schildmaagd, genoemd werd; naar haar grootmoeder die net gestorven was; Dit was het begin van de vreedzame periode uit de regeerperiode van Heidrek.
Op een reis kampeerde Heidrek bij de Karpaten. Hij was vergezeld van acht bereden slaven. Eenmaal Heidrek diep in slaap was drongen de slaven zijn tent binnen en doodden hem met zijn eigen zwaard Tyrfing.
Dit was de laatste van de drie kwade daden van Tyrfing. Angantyr, zoon van Heidrek, vond de slaven, doodde hen en verkreeg het zwaard Tyrfing, maar de vloek was al opgeheven.

## Bron
- Henrikson, Alf (1998). Stora mytologiska uppslagsboken.